# Чибас, Эдуардо
Эдуардо Рене Чибас Рибас (исп. Eduardo René Chibás Ribas; 26 августа 1907 — 16 августа 1951) — кубинский политический деятель.
Левый национализм Чибаса, родившегося в Сантьяго-де-Куба в семье Эдуардо Хусто Чибаса Герра и Глории Рибас-Рокафуль-и-Аграмонте, считается источником вдохновения для Кубинской революции. Известный своим ораторским мастерством Чибас активно использовал радио для агитации. В первую очередь он осуждал коррупцию и бандитизм, процветавшие во времена правительств Рамона Грау Сан-Мартина и Карлоса Прио Сокарраса, предшествовавших эпохе Батисты.
Бывший член Кубинской революционной партии — Истинной («Аутентиков»), в 1947 году он основал и возглавил Партию кубинского народа («Ортодоксов») — решительно антиимпериалистическую группу, целью которой было разоблачение коррупции в правительстве и проведение революционных изменений конституционным путём. Его идеалом была независимая от США Куба, строящая демократическое социальное государство. Чибас занял третье место на президентских выборах 1948 года и стал чрезвычайно резким критиком победителя тех выборов Карлоса Прио. Он считался фаворитом на наченных на 1952 год выборах президента, но покончил жизнь самоубийством за год до того, как Фульхенсио Батиста захватил власть.

## Политика

### Начало политической карьеры
Политическая деятельность Чибаса началась в Гаванском университете, где он учился на факультете права. После поездки в Европу в 1925 году, во время которой он встретился с несколькими другими видными активистами, включая Рамона Грау, Чибас стал участвовать в радикальном протестном движении против диктатуры Херардо Мачадо. В 1927 году был среди основателей Университетского студенческого директората. За свою оппозиционную политическую активность был отчислен из университета и выслан из страны, а после возвращения на родину в 1930 году был ненадолго заключен в тюрьму в 1931 году.
Чибас активно участвовал в революции 1933 года. Хотя он никогда официально не был вовлечён в радикальную группу ABC, но обеспечил тесный контакт с ней Директората в надежде «повысить престиж организации». Побывав в Вашингтоне, он осознал влияние радио на людей. Большую часть 1930-х годов Чибас отказывался вступать в какую-либо политическую партию. Однако в 1938 году он присоединился к «Аутентикам», поддержав Грау.

### Партийная деятельность и радиоактивность
После раскола студенческого директората после избрания Грау президентом и предоставления Гаванскому университету автономии Чибас перешёл в «большую политику». В конце 1940-х годов он резко критиковал коррупцию и экономическую политику президента Карлоса Прио Сокарраса, обвинив его в подрыве национального суверенитета. Блестящий оратор, Чибас каждую неделю выступал с пламенными обличительными речами.
В 1947—1948 годах он стал сооснователем и лидером Партии кубинского народа («Ортодоксов»), выступавшей за утверждение демократического строя. Во время президентской гонки он осудил своего бывшего друга Рамона Грау. Чибас занимал ярко выраженную прокубинскую позицию на протяжении всей своей кампании, которую некоторые из его современников называли призывом к «революции». Однако он занял лишь третье место. Впрочем, затем его поддержка только набирала обороты. В 1951 году Чибас был выдвинут в президенты и занял первое место по популярности среди кандидатов на выборах, которые намечались на 1952 год (и которые так и не состоялись). Чибас покончил жизнь самоубийством в знак протеста против существующего строя.

## Смерть
Обвинения Чибаса против кубинского правительства становились все более дерзкими. В январе 1951 года он утверждал, что обращение Прио Сокарраса к американским банкам предоставить государству заём в размере 25 миллионов равнозначно тому, чтобы «отдать под залог республику», а сами средства будут присвоены сверхбогатыми владельцами сахарных плантаций. Чибас также бросил вызов министру образования Аурелиано Санчесу Аранго, выдвинув многочисленные обвинения в хищениях, но не сумел предоставить достаточно доказательств.
5 августа 1951 года Чибас вошел в здание Радиоцентра CMQ в Гаване, чтобы провести свою еженедельную радиопередачу. Изначально он обещал предъявить доказательства коррупции министра. Вместо этого он говорил на другие темы, предупредил, что Фульхенсио Батиста может попытаться совершить военный переворот, и сделал прощальное заявление. Он выстрелил себе в пах сразу после окончания эфира. Свою последнюю речь он закончил словами:
Товарищи-«ортодоксы», вперёд! За экономическую независимость, политическую свободу и социальную справедливость! Долой воров из правительства! Совесть против денег… Кубинский народ, проснись!
Первоначально думали, что Чибас выживет, но после одиннадцати дней интенсивной терапии он скончался в больнице от полученных ран. Вся страна скорбела о его смерти. Его похороны на кладбище Колон в Гаване посетили сотни тысяч человек (обычно называют число 300 000), сожалевшие, что потеряли своего кандидата на президентских выборах 1952 года. Батиста насильственно захватил власть 10 марта 1952 года, менее чем через 8 месяцев после гибели Чибаса.

## Сравнения с Фиделем Кастро
В 1931 году, находясь в тюремной камере, Чибас заявил: «Если я умру, то хочу, чтобы мои последние слова были за кубинскую революцию. Я революционер; я люблю свою родину и презираю нынешний режим». Пять лет спустя он заявил таксисту, везущему его в больницу, что «если я умру, то за революцию». Подобные радикальные настроения Чибаса впоследствии стали поводом для проведения параллелей с Фиделем Кастро (который в молодости сам был соратником Чибаса и членом Риторика Кастро, подтверждает эти предположения: он упоминал Чибаса и перед нападением на казармы Монкада в 1953 году. Позже выяснилось, что Кастро брал с собой в бой запись последнего выступления Чибаса и планировал транслировать её по радио после победы. Кастро также использовал некоторые риторические приемы Чибаса в своей знаменитой судебной речи, известной по заключительным словам «История меня оправдает». Наконец, Фидель выступил с речью на могиле Чибаса после своего прихода к власти:
«Сегодняшний день — это своеобразная кульминация всей истории, истории революции и событий 26 июля, которые так тесно связаны с историей этой могилы, с памятью о человеке, который лежит здесь, с его идеологией, чувствами и проповедями, потому что я должен здесь сказать, что без проповедей Чибаса, без того, что он сделал, без гражданской совести и бунтарства, которые он пробудил в кубинской молодежи, события 26 июля были бы невозможны».
Мнения учёных по поводу того, насколько дружны были эти двое при жизни, расходятся. В 1948 году Кастро ездил с Чибасом на предвыборные митинги и политические мероприятия и регулярно открывал его выступления. Хотя некоторые критики Кастро утверждают, будто эти двое революционных политика недолюбливали друг другу, сам Фидель использовал Чибаса как пример для своей революции.
Некоторые авторы также отмечают, что оба лидера были едины в своем стремлении использовать технологические средства для общения с людьми. Чибас использовал возможности радио, чтобы достучаться до своих сторонников, выступая еженедельно из здания радиокомпании CMQ в Гаване. Кастро позже делал то же самое, но с помощью телевидения.

## Наследие
Популярность Чибаса только росла после его гибели. Батиста выразил страх перед непреходящим посмертным культом Чибаса, написав, что «реформатор и демагог теперь предстал перед народом как мученик, и это придало престиж его партии». Кастро использовал это мученичество в своём «Движении 26 июля», апеллируя к молодым «ортодоксам», лишившимся лидера после смерти Чибаса. Он распространял основанный на принципах Чибаса «Манифест Монкады» из девяти пунктов, в котором излагался ряд шагов по свержению правительства Батисты.
Память о Чибасе продолжала расширяться в течение десятилетия после Кубинской революции. Хотя при его левых взглядах он был убежденным антикоммунистом, он оставался символом революционных идеалов и в социалистический период Кубы. Фидель Кастро установил памятник лидеру в Сантьяго-де-Куба.
Впрочем, со временем значение Чибаса как символа стало уменьшаться. Некоторые ученые связывают падение с принятием Кастро коммунизма, указывая на вероятность того, что это противоречило бы политике Чибаса. Более того, некоторые отмечают, что революция нашла более подходящего мученика в лице Че Гевары.